# Noah Skaalum
Noah Skaalum Jørgensen, conosciuto precedentemente con il suo nome di nascita di Sarah Skaalum Jørgensen (Herlev, 6 luglio 1995), è un cantante danese.

## Biografia
Skaalum ha iniziato a cantare e comporre musica ad una giovane età, e ha formato la sua prima band quando aveva dodici anni. All'inizio del 2011, all'età di quindici anni, ha preso parte alle audizioni per la quarta edizione di X Factor Danimarca. Skaalum ha finito per vincere il talent show con il 50,20% dei voti, contro il 49,80% della seconda arrivata Annelouise Sørensen.
Il suo singolo di debutto, Min øjesten, è stato messo in commercio appena dopo la finale di X Factor e ha debuttato alla vetta delle classifiche danesi, rimanendovi per tre settimane e ricevendo un disco di platino per le oltre 30 000 copie vendute. Allo stesso tempo, la sua cover di Engel del noto cantante danese Rasmus Seebach ha raggiunto il tredicesimo posto in classifica. Un secondo singolo, Okay, pubblicato a giugno 2011, ha raggiunto la nona posizione. Lo stesso agosto è uscito su etichetta discografica Sony Music il suo album di debutto, Hjerteskud, che ha debuttato al primo posto nella classifica settimanale degli album più venduti in Danimarca, passando dodici settimane in totale nella top 40. A gennaio 2012, dopo la sua uscita definitiva dalle classifiche, Hjerteskud aveva venduto 12 676 copie in Danimarca.

## Vita privata
Skaalum non ha mai nascosto la sua omosessualità, rivelandola sin da subito durante la sua partecipazione a X Factor. Il 12 dicembre 2014 si è sposato con Sika Katrine Andersen. Nel 2018 ha fatto coming out come uomo trans e ha dichiarato il suo nome come Noah. Lui e sua moglie hanno avuto un bambino, nato il 26 novembre 2019. Nel 2019 ha girato un documentario riguardo la sua transizione intitolato Sarahs forvandling til far, andato in onda su TV 2.

## Discografia

### Album in studio
(accreditato come Sarah)
- 2011 – Hjerteskud

### Singoli
(accreditato come Sarah)
- 2011 – Min øjesten
- 2011 – Engel
- 2011 – Okay
- 2011 – Når du rør mig
- 2012 – I Can't
- 2012 – Tonight We're in Love